# Rollo de Cobre

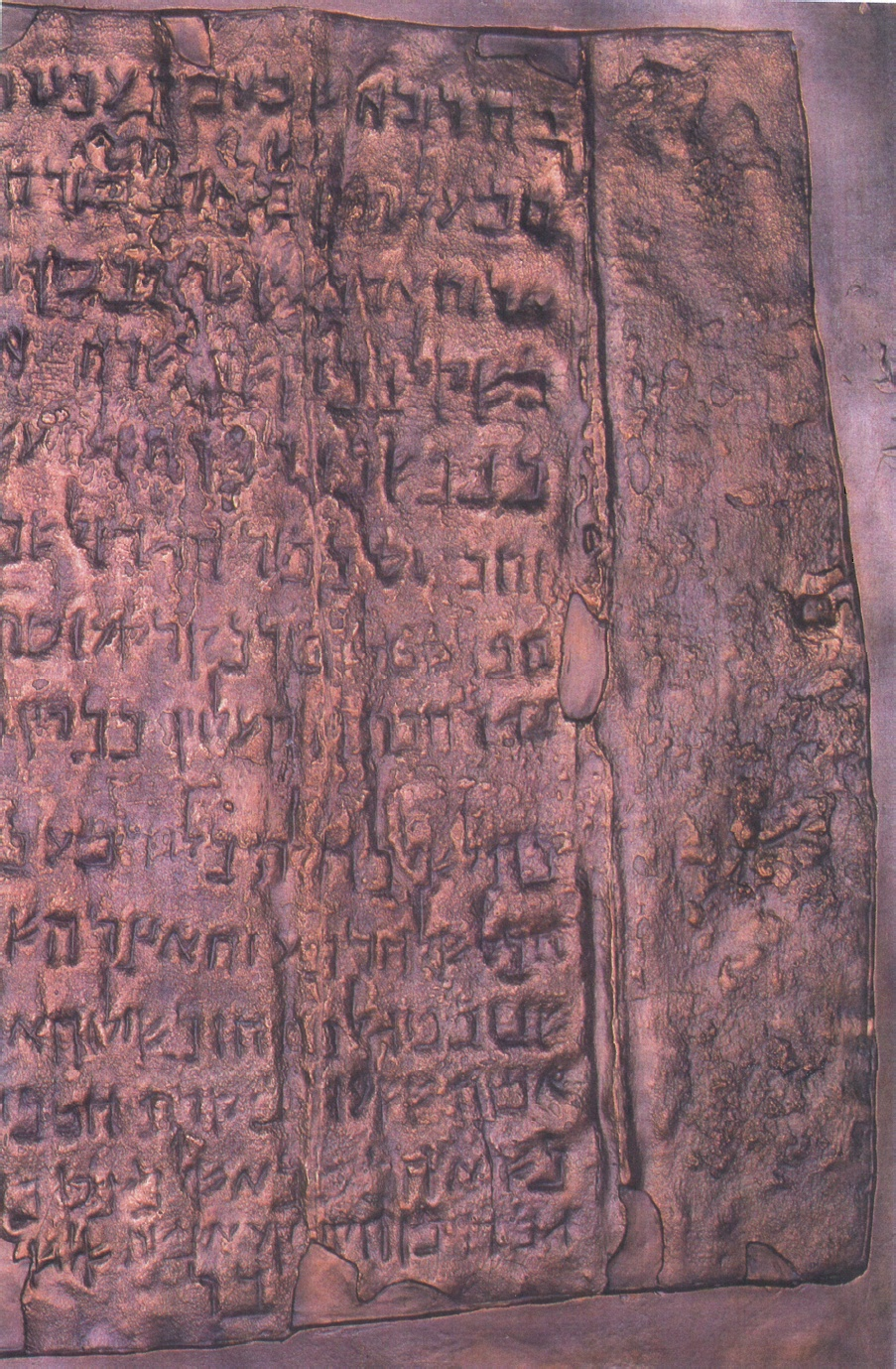
Parte del Rollo de Cobre de Qumran.

El Rollo de Cobre es uno de los Manuscritos del Mar Muerto encontrados en Khirbet Qumrán, pero difiere significativamente de los otros. Mientras que los otros rollos están escritos en pergamino o papiro, este rollo está escrito en metal: cobre mezclado con, aproximadamente, un 1 % de estaño. A diferencia de los otros, este rollo no es una obra literaria, sino que contiene un listado de lugares en los cuales varios objetos de oro y plata están enterrados o escondidos. Se exhibe, en la actualidad, en el Museo Arqueológico de Amán, Jordania. El tesoro descrito está valorado en, al menos, mil millones de dólares.

## Historia y origen
Dos rollos de cobre fueron encontrados en 1952 al fondo de la Cueva 3 de Qumrán. Este extraordinario hallazgo fue denominado como 3Q15, para indicar la cueva de su procedencia y el orden en que fue descubierto. El metal estaba corroído, y no pudieron ser desenrollados por medios convencionales. El profesor H. Wright Baker, de la Facultad de Tecnología de Mánchester, Inglaterra, cortó las láminas en tiras. Entonces quedó claro que los rollos eran parte de un mismo documento. Se tomaron y publicaron fotografías de baja calidad de los rollos. Los estudiosos han encontrado difícil trabajar con ellas, y han dependido de copias del texto hechas por el estudioso Józef Milik y publicadas en 1962. Otro estudioso, John Marco Allegro, publicó su traducción en 1960. El rollo fue fotografiado en 1988 con precisión más clara, en un nuevo intento dirigido por P. Kyle McCarter, Jr.

## Estilo de escritura
El estilo de la escritura es inusual, diferente de los otros rollos. Está escrito en un estilo similar al del Mishná Hebreo. Hay una ortografía inusual, y la letra tiene los rasgos propios de alguien que escribe en cobre con un elemento punzante. También está la anomalía de que siete de los nombres de los lugares están seguidos por un grupo de tres o cuatro letras griegas. El texto es un listado de sesenta y cuatro lugares; sesenta y tres de los cuales guardan tesoros de oro y plata, que se estiman por toneladas. Al final de la lista se menciona un documento duplicado con detalles adicionales. Algunos estudiosos creen que este documento pudo ser el Rollo de Plata, un rollo que los arqueólogos aún están buscando en el desierto de Israel.
Los estudiosos mantienen que el texto fue tal vez copiado de un documento original por un escriba iletrado que no hablaba la lengua en la que los rollos fueron escritos. Quizás esto fue hecho así para que el secreto del contenido del texto fuera preservado. El escriba cometió un total de treinta errores o fallos en la copia del texto, fallos que alguien familiarizado con la lengua original no habría cometido.
Descifrar el listado es todo un desafío, ya que incluso contiene nombres de ciudades y calles.
Sin embargo, hay una controversia acerca de si la Cueva de las Cartas contenía uno de los tesoros enumerados y si los artefactos de este lugar habrán sido recuperados. Aunque el rollo fue, obviamente, hecho de una aleación de cobre para que durase, los lugares son mencionados para un lector que tuviese un estrecho conocimiento de las oscuras referencias, por ejemplo: «En la cisterna de irrigación de Shaveh, en la salida que hay allí, enterrados a once codos: 70 talentos de plata» (de la traducción de Allegro), o «En la cueva que está cerca de la fuente que pertenece a la Casa de Hakkoz, excavar seis codos. [Hay] seis barras de oro» (de la traducción de McCarter).

## Explicaciones
El tesoro del rollo se cree que puede ser el tesoro del Templo de Jerusalén, presumiblemente, del Segundo Templo. El profesor McCarter identifica provisionalmente uno de los lugares, ubicado en la propiedad de la «Casa de Hakkoz», con la familia de Hakkoz, uno de los tesoreros del Templo reconstruido, el siguiente al retorno de Babilonia, como se detalla en los libros de Esdras y Nehemías, del Antiguo Testamento. Las teorías sobre el origen y la existencia del tesoro fueron cuestionadas por Theodor H. Gaster:
- Primero: el tesoro podría pertenecer a la comunidad de Qumrán. La dificultad aquí está en que se supone que la comunidad era una hermandad ascética, con lo que no es compatible la posesión de un vasto tesoro.
- Segundo: el tesoro podría ser el del Segundo Templo. Sin embargo, Gaster cita a Flavio Josefo quien establece que el tesoro principal del Templo todavía estaba en el edificio cuando los romanos lo derribaron, y también que otros textos de Qumrán son muy críticos con el clero del Templo como para haber trasladado sus tesoros a un lugar seguro.
- Tercero: el tesoro podría ser el del Primer Templo, destruido por Nabucodonosor, rey de Babilonia, en el año 586 a. C.. Esto no parece encajar con el espíritu de otros rollos, a menos que, quizá, el rollo fuese dejado en la cueva durante el exilio en Babilonia, posiblemente, en una pequeña comunidad de conserjes, quienes serían los precursores de la comunidad de los Manuscritos del Mar Muerto.
- Cuarto: (la teoría favorita de Gaster) es que el tesoro es una mera "fábula". De ser así resultaría una invención muy elaborada para un pueblo antiguo. Por otra parte no se justificaría que el documento hubiera sido transcrito en un rollo de cobre para ser preservado.

La idea de antiguos tesoros perdidos u ocultos en Tierra Santa no se contempla sin fascinación. El Segundo Libro de los Macabeos describe que el profeta Jeremías transportó el Arca de la Alianza y otros objetos para ocultarlos en una cueva del Monte Nebo. La sencillez de las listas del Rollo de Cobre parece indicar la ubicación de la zona emplazada entre Hebrón y el Monte Gerizim como el lugar donde debería haber algún tesoro, si no ha sido ya descubierto en el transcurso de los últimos 2.000 años.

## Medios de comunicación
En 1958, el novelista Nathaniel Normen Weinreb publicó Los rollos de cobre (The Copper Scrolls), la historia de un escriba llamado Kandane que es contratado por un sacerdote de Qumrán para grabar una lista de tesoros sagrados. Weinreb escribió su novela antes de que él y el público general supieran que los llamados «rollos» de cobre eran, en realidad, dos secciones separadas de los que fue originalmente un solo rollo de aproximadamente ocho pies de longitud.
En la novela El diamante de Jerusalén un segundo rollo de cobre da nuevas indicaciones que permiten hallar los tesoros descritos allí, incluyendo el
Arca de la Alianza.
El desenlace de la novela Formato C (Format C), de Edwin Black, incluye el uso del Rollo de Cobre para encontrar el Rollo de Plata, que proporciona a los protagonistas la información necesaria para encontrar y defenderse de la mayor amenaza del libro.
El Rollo de Cobre es el protagonista de un thriller político, El Rollo de Cobre (The Copper Scroll), de Joel C. Rosenberg, publicado en 2006. Este libro implementa la teoría de su autor de que los tesoros enumerados en el Rollo de Cobre y el Arca de la Alianza serán encontrados en el Fin de los Tiempos para redecorar el Tercer Templo.
También aparece en la novela de Sean Young Arenas violentas (Violent Sands). En esta novela histórica, Barrabás jura ser el protector, cueste lo que cueste, del Rollo de Cobre y del tesoro al que éste conduce.
El Rollo y la búsqueda de sus tesoros fueron objeto de un documental en 2007 de la serie Buscando la verdad, del Canal de Historia. El programa ofrecía un conocimiento básico de la investigación sobre el Rollo de Cobre y las principales teorías de acerca de su interpretación.